# Pat Garrett
Patrick Floyd "Pat" Garrett, född 5 juni 1850 i Cusseta, Chambers County, Alabama, död 29 februari 1908 i Las Cruces, New Mexico, var en amerikansk sheriff och är mest känd som den som dödade Billy the Kid. Detta skedde den 14 juli 1881. Garrett själv föll enligt osäkra källor offer för revolvermannen Jim Miller vid ett bakhåll 1908, då han sköts i huvudet.

## Biografi
Pat Garrett föddes som ett av sju syskon. Hans far John Lumpkin Garrett och mor Elizabeth Ann Jarvis Garrett var lantbrukare i Alabama men flyttade  1873 till en plantage i Claiborne Parish, Louisiana. Det var där Garrett växte upp och gick i skola. I januari 1869 flyttade han till Texas för att arbeta som buffeljägare men fortsatte år 1878 till Fort Sumner i New Mexico då buffeljakten blivit olönsam. Den 18 januari 1880 gifte han sig med Apolinaria Gutierrez, som han fick nio barn med.
År 1878 började det kapitel i Pat Garretts liv han är mest känd för, nämligen jakten på William H. Bonney ("Billy the Kid"). Upprinnelsen var att ranchägaren och Bonneys arbetsgivare J.H. Tunstall blev dödad i en uppgörelse mellan ranchägare i området. Detta var början på ett lokalt krig mellan två grupper av affärsmän och ranchägare i vilken sheriffen Bill Brady dödades av en grupp som Bonney ingick i. Garrett utsågs den 2 november 1880 till sheriff i Lincoln County, med uppgiften att få slut på laglösheten, och när guvernör Lew Wallace utfäste en belöning på 500 dollar till den som kunde fånga in Bonney och överlämna honom till rättvisan drog Garrett igång en jakt tillsammans med ett antal vicesheriffer. De lyckas omringa Bonneys gäng vid Stinking Springs nära Fort Sumner.
Den 23 december på eftermiddagen, efter en tre dygn lång belägring, gav gänget upp och överlämnade sig till uppbådet. Garrett tog fångarna till Santa Fe och delstatsfängelset där. Den 15 april 1881 lämnade domaren i Mesilla, New Mexico över Bonney till Garrett efter rättegången, och beordrade honom att ta med honom till Lincoln för att hängas den 13 maj. Den 28 april lyckades Bonney rymma från sitt fängelse efter att ha dödat två vakter, James Bell och Bob Olinger. Garrett kunde dock efter en drygt två månader lång jakt finna och döda Bonney i Fort Sumner den 15 juli. Detta skedde när Bonney trädde in i Pete Maxwells mörklagda sovrum, där Garrett satt och pratade med Maxwell. Han såg Garrett men kände inte igen honom i mörkret. Bonney osäkrade sin revolver och frågade vem det var. Då sköt Garrett två skott, varav ett träffade rakt i hjärtat. Det andra skottet missade.
År 1882 gav Garrett ut en bok om äventyret, The Authentic Life of Billy the Kid, the Noted Desperado of the Southwest, skriven av tidningsmannen och Garretts gode vän Ash Upson.
År 1890 sökte Garrett anställning som sheriff i det nybildade Chavez County, New Mexico, men fick inte tjänsten. Han blev då bitter och lämnade New Mexico för Uvalde, Texas, för att 1899 köpa en ranch i San Andres-bergen i New Mexico. Där bodde han med familjen medan han arbetade på olika platser i New Mexico. Han innehade flera olika poster inom staten, men när president Theodore Roosevelt vägrade ge honom en tjänst inom tullen drog han sig tillbaka.
Den 29 februari 1908 blev Garrett skjuten till döds i öknen när han stannade för att urinera på väg till ett möte.